# Lost & Found (1961–62)
Lost & Found heißt die Veröffentlichung früher Aufnahmen der US-Band The Beach Boys. Sie erschien im Februar 1991. Die Aufnahmen entstanden vor dem Plattenvertrag der Beach Boys mit Capitol Records. Lost & Found ist ein inoffizielles Album. Produziert wurden die ersten vier Aufnahme-Sessions von Hite und Dorinda Morgan, deren Sohn Bruce bei einigen Titeln als Autor genannt wird.

## Aufnahmesessions
- Die Stücke 1, 2 und 21 entstehen am 15. September 1961, als die zu diesem Zeitpunkt noch „The Pendletones“ heißende Gruppe im Heimstudio von Hite Morgan erste Demo-Versionen von Luau und Surfin aufnimmt. Der Bandname war eine Anspielung auf das Pendleton Plaid Shirt, ein beliebtes Surfer-Hemd, der Firma Pendleton Woolen Mills aus Portland (Oregon).[1]
- Die Stücke 3 bis 9 entstammen der Session am 3. Oktober 1961 im World-Pacific-Studio in Los Angeles für die erste Single „Surfin’ b/w Luau“ der Beach Boys, die zunächst auf Hite Morgans „X Records“ erscheint und kurz darauf von Candix Records publiziert wird. „Surfin'“ wird ein regionaler Hit und erreicht in den Kalifornischen Charts Platz #5. In den US-Billboard-Charts steigt das Stück bis auf Platz #75. Das Master-Take von „Surfin'“ wird später von Capitol Records lizenziert und – mit veränderter Tonhöhe – auf deren erster Beach-Boys-LP Surfin’ Safari verwendet (obwohl Capitol zunächst behauptet, den Song neu aufgenommen zu haben).
- Die Stücke 10 und 11 (aufgenommen am 8. März 1962) werden im Sommer 1962 unter dem Bandnamen „Kenny & The Cadets“ auf dem Label „Randy“ veröffentlicht, ohne Chart-Erfolg.
- Stücke 12–20: Nach dem Erfolg der „Surfin'/Luau“-Single kehrt die Band am 8. Februar 1962 mit Hite Morgan in das World-Pacific-Studio zurück, um vier weitere Stücke aufzunehmen. „Surfin’ Safari“, „Surfer Girl“, „Judy“ und das Instrumental „Beach Boy Stomp“ sind zwar zunächst für zwei weitere Candix-Singles konzipiert, die Aufnahmen werden aber von Manager Murry Wilson auch dazu benutzt, die Band bei einigen größeren Plattenfirmen vorzustellen, letztlich mit Erfolg: Capitol Records nimmt die Band unter Vertrag.

## Songs
1. Luau (Bruce Morgan) – Demo-Version „The Pendletones“
2. Surfin (Brian Wilson/Mike Love) – Demo-Version „The Pendletones“
3. Studio Chatter
4. Surfin’ (Brian Wilson/Mike Love)
5. Studio Chatter
6. Surfin’ (Brian Wilson/Mike Love) – Master-Take der Single-Version
7. Studio Chatter
8. Luau (Bruce Morgan)
9. Luau (Bruce Morgan) – Master-Take der Single-Version
10. Barbie (Bruce Morgan) – die A-Seite der „Kenny & The Cadets“-Single
11. What Is A Young Girl Made Of (Bruce Morgan) – die B-Seite der „Kenny & The Cadets“-Single
12. Surfin’ Safari (Brian Wilson/Mike Love)
13. Studio Chatter
14. Surfin’ Safari (Brian Wilson/Mike Love) – Master-Take für die zweite (unveröffentlichte) Candix-Single
15. Studio Chatter
16. Surfer Girl (Brian Wilson)
17. Judy (Brian Wilson)
18. Judy (Brian Wilson) – Master-Take für die zweite (unveröffentlichte) Candix-Single
19. Beach Boy Stomp (Carl Wilson) – Instrumental, auch unter dem Titel „Karate“ bekannt
20. Surfin’ Safari (Brian Wilson/Mike Love) – unveröffentlichte Stereo-Version
21. Lavender (Dorinda Morgan) – Demo-Version